# Abbazia di Pomposa
L'abbazia di Pomposa, situata lungo la strada Romea nel comune di Codigoro, in provincia di Ferrara, e risalente al IX secolo, è una delle abbazie più importanti di tutta l'Italia settentrionale. Dal dicembre 2014 la gestisce il Ministero per i beni e le attività culturali, tramite il Polo museale dell'Emilia-Romagna, nel dicembre 2019 divenuto Direzione regionale dei musei.

## Storia
L'insula Pomposiana, conosciuta già nell'antichità, era in origine circondata dalle acque (del Po di Goro, del Po di Volano e del mare). Si hanno notizie di un'abbazia benedettina, di dimensioni inferiori a quella attuale, a partire dal IX secolo. Il primo documento storico che attesti l'esistenza dell'abbazia è comunque del IX secolo: ne fa menzione il frammento di una lettera che papa Giovanni VIII inviò nell'874 all'imperatore Ludovico II.
Nel 981 passò alle dipendenze del monastero pavese di San Salvatore, e diciotto anni più tardi subiva la giurisdizione dell'arcidiocesi ravennate con l'arcivescovo ed abate di Bobbio Gerberto di Aurillac, affrancandosene in seguito e godendo, grazie a donazioni private, un periodo di grande fioritura. L'abbazia che noi oggi ammiriamo venne consacrata nel 1026 (quindi edificata prima) dall'abate Guido. Alla basilica il magister Mazulo aggiunse in quegli anni un nartece con tre grandi arcate.
Fino al XIV secolo l'abbazia godette di proprietà, sia nei terreni circostanti (compresa una salina a Comacchio), sia nel resto d'Italia, grazie alle donazioni; poi ebbe un lento declino, dovuto a fattori geografici e ambientali, quali la malaria e l'impaludamento della zona, causato anche dalla deviazione dell'alveo del Po (rotta di Ficarolo, 1152).
Ebbe una grande importanza per la conservazione e la diffusione della cultura durante il Medioevo, grazie ai monaci amanuensi che vi risiedevano. In quest'abbazia il monaco Guido d'Arezzo ideò la moderna notazione musicale e fissò il nome delle note musicali. I severi e innovativi principi individuati da Guido, causando aspre critiche da parte dei diffidenti confratelli benedettini, lo costrinsero poi «ad allontanarsi da Pomposa per rifugiarsi presso il paterno vescovo di Arezzo Teodaldo».
Fra il 1040 e il 1042 vi soggiornò anche il ravennate Pier Damiani, chiamato a istruire i monaci. 
Nel 1653 papa Innocenzo X soppresse il monastero, che nel 1802 venne acquistato dalla famiglia ravennate Guiccioli. Alla fine del XIX secolo la proprietà passò allo Stato italiano. Il 18 maggio 1965 con la bolla Pomposiana Abbatia, papa Paolo VI concesse ai vescovi di Comacchio il titolo di abate di Pomposa; nel 1986 il privilegio passò agli arcivescovi di Ferrara-Comacchio.

## Monumenti

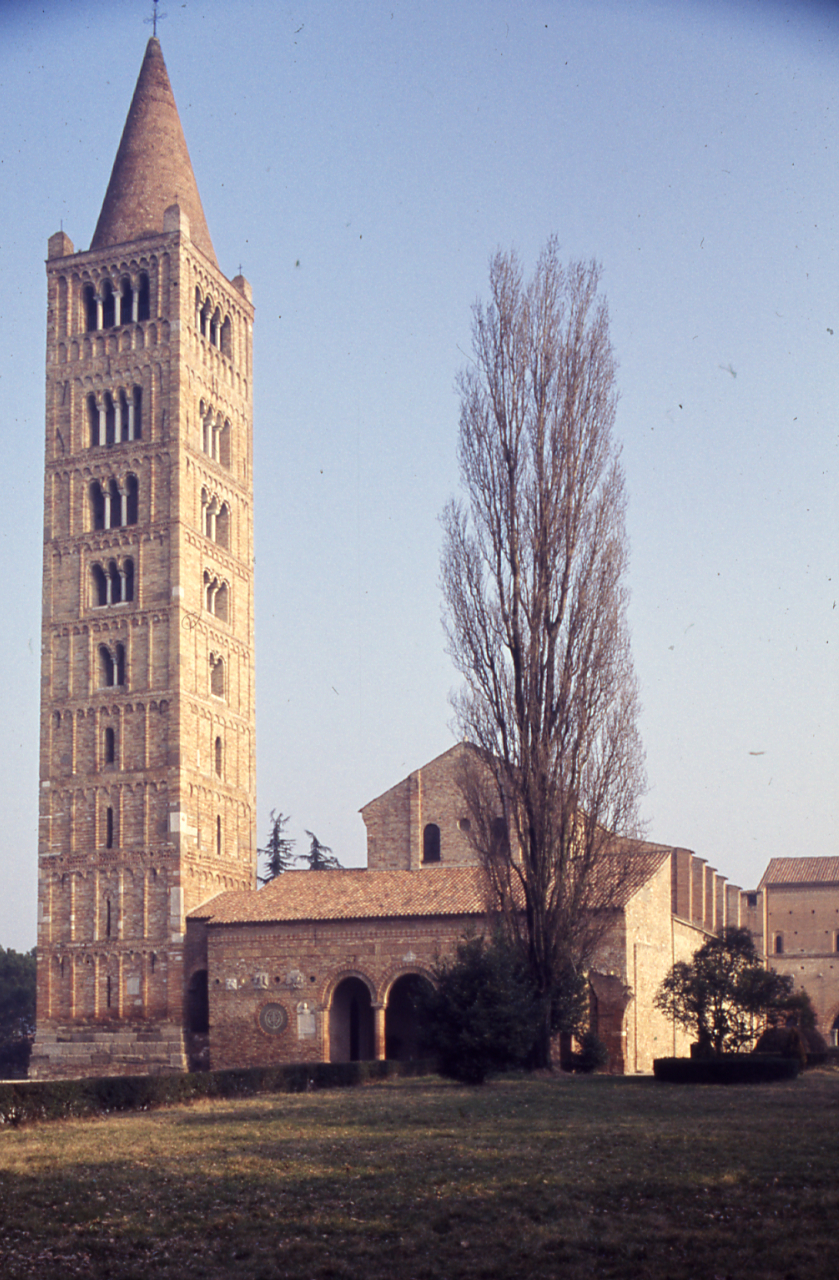
L'abbazia fotografata da Paolo Monti nel 1975. Fondo Paolo Monti, BEIC

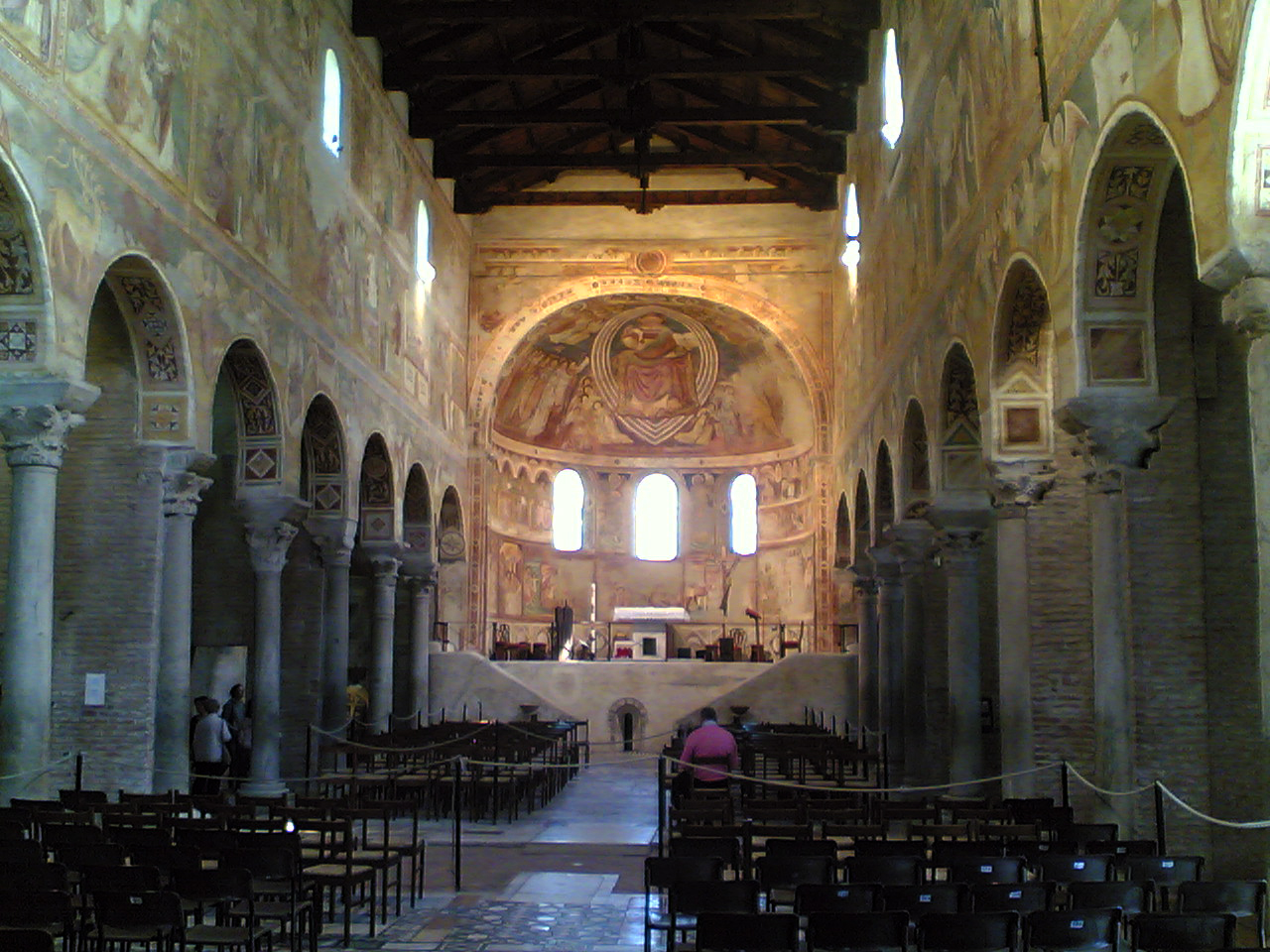
Interno della basilica

### Santa Maria
Il nucleo più antico della basilica risale al VII-IX secolo; nell'XI secolo venne allungata con l'aggiunta di due campate e dell'atrio, e venne aggiunto l'atrio ornato di fregi in cotto, oculi, scodelle maiolicate, vari animali dal valore simbolico-religioso. Negli oculi degli archi è rappresentato l'albero della vita. L'apparato decorativo dell'atrio ha una chiara ascendenza orientale: persiana (ad esempio nelle due transenne circolari i due grifi alati che mangiano i frutti dell'albero della vita), siriaca (il bordo nastriforme racchiudente le transenne stesse), così come orientaleggiante è la disposizione delle fasce che occupano la superficie con andatura orizzontale con i disegni dei racemi, il loro andamento, le figure e i simboli in essi inseriti. Il nartece riprende nelle forme e, embrionalmente, nell'impianto, i westwerk carolingi.
L'interno della chiesa è a tre navate, divise da colonne romane e bizantine. Il prezioso pavimento di marmo in opus sectile risale a varie epoche (dal VI al XII secolo) e presenta animali mostruosi, motivi geometrici, elementi vegetali e figurativi. Tra le allegorie il leone simboleggia la resurrezione di Cristo, il drago il male che è sempre sconfitto, il cervo è Cristo, gli uccelli con ali a riposo raffigurano la condizione umana, ecc. Sulle pareti affreschi trecenteschi di scuola bolognese, con storie dell'Antico Testamento, del Nuovo Testamento e dell'Apocalisse di Giovanni eseguiti rispettivamente sulla fascia superiore, mediana ed inferiore. Oltre a San Giovanni nell'estasi di Patmos, tra le immagini dell'Apocalisse troviamo l'Agnello entro un nimbo clipeato ergentesi su un capitello dipinto a prolungamento di quello  - reale - sottostante, con le zampe poggiate sul libro dei sigilli; i quattro cherubini noti come i viventi del tetramorfo (Libro di Ezechiele 1, 10; Apocalisse  4, 6-8); i quattro cavalieri dai colori bianco, rosso, nero, verdastro con altrettanti attributi simbolici: corona, spada, bilancia, inferno. Sono poi presenti altre scene: Dio con il libro dai sette sigilli; i ventiquattro vegliardi; l'arcangelo Michele contro il demonio; la bestia dalle sette teste; l'idra che minaccia la Chiesa raffigurata come una figura femminile sicura poiché domina il tempo, cioè la luna posta ai suoi piedi (Apocalisse di Giovanni 12, 1-4), la carica della cavalleria sulfurea, la donna-Ecclesia (Chiesa) con un lieve rigonfiamento del ventre perché incinta, il diavolo-pipistrello, Giovanni che si ritira in meditazione nel tempio (chiusura della fascia dell'affresco meridionale), l'Agnello sul monte Sion con i centocinquantamila redenti al suo cospetto, ecc.
La mobilità dei cavalieri pomposiani evoca il tema della caccia selvaggia legata alla masnada di Hellequin (Arlecchino), frutto dell'immaginario francese che ha contagiato il folklore dell'Europa medievale. Ed il bassorilievo della fine dell'XI secolo rivela uno stile tipicamente borgognone, al punto da tradire un probabile legame con Cluny. Cristo giudica e combatte attraverso il Verbum Dei (Parola di Dio) che ci conduce ad una visione successiva in cui un angelo sporge da un oculus solare per invitare gli uccelli del cielo al banchetto di Dio. Questo angelo è simbolo della Chiesa. A chiusura del ciclo, l'affresco della parete settentrionale a ridosso dell'abside mostra un angelo con ali maestose che sta ricacciando il drago nell'abisso.
Tra le immagini afferenti al Vecchio Testamento incontriamo: Adamo ed Eva ed il peccato originale, Caino e Abele, l'arca di Noè e il diluvio universale, episodi della vita di Abramo, Giacobbe ed il suo sogno, Giuseppe e i suoi fratelli, la traslazione dell'Arca dell'Alleanza, Davide e Golia, il profeta Daniele nella fossa dei leoni, il profeta Elia rapito in cielo da un carro di fuoco. Il Nuovo Testamento si apre con l'affresco dell'Annunciazione con alle spalle un tessuto urbano. Seguono la Natività, l'Adorazione dei Magi, la strage degli innocenti, la presentazione di Gesù al Tempio, il Battesimo di Gesù, la Tramutazione dell'acqua in vino (nozze di Cana) in cui gli sposi sono nimbati. I due riquadri che chiudono la fascia mediana della parete meridionale della navata centrale riguardano i passi evangelici relativi alla figlia dell'arcisinagogo Giairo e al figlio della vedova di Naim, entrambi resuscitati da Gesù. La prima scena evangelica sulla parte settentrionale dell'abbazia è la resurrezione di Lazzaro di Betania. Seguono l'ingresso di Cristo in Gerusalemme, l'Ultima Cena, l'Orto degli Ulivi (Gesù si apparta dai discepoli, l'accettazione del sacrificio, il bacio di Giuda). La Crocifissione rappresenta un Cristo composto, pallido e senza corona di spine che ricorda gli affreschi di Giotto nella Cappella degli Scrovegni e di Giusto dei Menabuoi nel Battistero di Padova; le braccia tese allo spasimo e le ossa tese del costato evocano il tema del crocifixus dolorosus, un intreccio di sofferenza fisica ed interiore ben presente nei crocifissi di legno policromo del Tre-Quattrocento. Seguono la Deposizione di Cristo, l'incredulità di Tommaso, l'Ascensione, la Pentecoste.
Sulla controfacciata, una rappresentazione del Giudizio universale (in basso a destra, guardando l'uscita: i diavoli che attuano crudeli supplizi, i dannati, Lucifero con le fauci. Dalla parte opposta un angelo conduce verso Cristo i beati nei quali ci sono vescovi e abati, ed i patriarchi della Chiesa (Abramo, Isacco e Giacobbe) accolgono le anime del Limbo verso la beatitudine. Il Cristo Giudice sta entro una mandorla mentre sulla fascia superiore c'è il Cristo benedicente tra schiere di angeli e beati: tale immagine allude al trionfo della Chiesa (la Gerusalemme celeste dell'angolo a sinistra) sempre fondato sul sacrificio divino (gli strumenti della passione a destra: croce, chiodi lancia). L'affresco del Giudizio Universale si distacca dalla trasposizione in figura dell'Apocalisse ed offre riferimenti espliciti al Vangelo di Matteo, mettendo così Pomposa in linea con le iconografie che a partire dal XII secolo danno avvio in Linguadoca e in Spagna ad una nuova interpretazione del Giudizio.
Nella rappresentazione della Gerusalemme celeste Pomposa adotta un'iconografia simile ad alcune miniature francesi dei secoli IX-XI dove compare una fortezza cinta intorno a un tessuto urbano più o meno realistico. Ci troviamo quindi di fronte ad una civitas quadrata, cinta da bastioni merlati e turriti.  Fra la Nuova Gerusalemme e le arma Passionis compare Cristo con in mano il libro della vita. Dietro di lui si raccolgono le schiere angeliche, mentre ai suoi piedi, lungo la fascia decorativa inferiore, sfila una processione orante. Gli angeli con le trombe descritti nel Vangelo di Matteo si trovano più in basso ed il Giudice è circondato dal collegio dei dodici apostoli, come descritto nel Vangelo di Matteo. Fulcro di questo ulteriore elemento pittorico è una seconda immagine del Figlio dell'Uomo che si rispecchia nel Pantocratore di Vitale da Bologna nell'abside. L'iconografia poggia sulla tradizione scultorea dei Giudizi della scultura romanica. Il Cristo del secondo avvento separa il bene dal male, come descritto nel Vangelo di Matteo (25, 31-33). 
L'ira corrisponde al chierico trafitto dalla spada, mentre la fornicazione è personificata da una donna tirata per le trecce, come descritto nell'apocrifa Apocalisse di Pietro. A chiusura della visione ultraterrena si staglia la personificazione dell'inferno: una testa priva di corpo intenta a masticare i dannati, a metà strada tra i gorgoneion dei Normanni e i leviatani nordeuropei al seguito dell'equus pallidus. L'abnorme mostro cornuto poggia su una grande pentola ricolma di sangue, una pentola priva di dannati. E presso il seno di Abramo compare l'insolita immagine di un giovane monaco inginocchiato dinanzi ad un anziano con tonaca e con il capo ricoperto dal cappuccio della cocolla. Forse si tratta di una visione secondo la quale le anime dei defunti si presenterebbero ai vivi per parlare dei tormenti subiti nell'al di là. Si tratterebbe quindi di un accenno visionario alla nascita del Purgatorio.
Nell'abside affreschi di Vitale da Bologna, raffiguranti Cristo in maestà con angeli e santi, e, sotto, Evangelisti con i rispettivi simboli, Dottori della Chiesa (sulla destra) e Storie di Sant'Eustachio con la sua conversione e martirio (in basso a destra il santo è martirizzato, dentro un bue di bronzo arroventato). Il Cristo in maestà entro la mandorla è in atto benedicente e tiene nella mano sinistra il libro con le parole "pacem meam do vobis". A destra del Redentore è raffigurata, con un preziosissimo abito ricamato in oro, la Vergine Maria che presenta l'abate committente Andrea mentre con la mano sinistra regge il cartiglio con la scritta "tuam fili clementiam", raccomandazione per la comunità di Pomposa e per l'umanità. Accanto a Lei il santo benedettino è Guido, mentre in primo piano stanno le sante Caterina, Orsola, Elena e Maddalena. Nel registro sottostante negli spazi tra le finestre stanno San Martino di Tours e san Giovanni Battista. Nei dieci tondi del sottarco sono i profeti, divisi al centro da un angelo che reca un cartiglio con la scritta "Beati oculi qui vident quae vos videtis" ("Beati gli occhi che vedono le cose che vedete"), con riferimento alla visione celeste della gloria di Dio.
Nella navata sinistra nel 2000 fu collocata una reliquia (una tibia) dell'abate pomposiano San Guido i cui resti si trovano nella chiesa di san Giovanni a Spira in Germania e che fu donata all'abbazia dal vescovo della città tedesca. L'abate San Guido morì a Fidenza nel 1046, mentre era in viaggio verso Pavia per partecipare al sinodo indetto dall'imperatore di Germania Enrico III. Per volontà dell'imperatore il corpo fu sepolto a Spira.

### Campanile
Altissimo rispetto al resto dell'edificato (48 metri), il campanile è del 1063 in forme Romanico-Lombarde e ricorda quello, di circa 75 metri, dell'Abbazia di San Mercuriale nella non lontana Forlì. Grazie ad una lastra iscritta conosciamo il nome dell'architetto che progettò il campanile e ne diresse i lavori di costruzione: Deusdedit. Procedendo dalla base verso la sommità del campanile le finestre aumentano di numero e diventano più ampie seguendo una tendenza classica di quel periodo, che serviva ad alleggerire il peso della torre e a propagare meglio il suono delle campane. Dal basso verso l'alto sono presenti monofore, bifore, trifore e quadrifore.
Campane: 
Nel campanile alloggiano 4 campane della Premiata Fonderia Francesco De Poli di Vittorio Veneto (TV)
- I°: Fa#3,Fusa dalla Fonderia Francesco de Poli di Vittorio Veneto (TV) nel 1962
- II° : Sol#3, Fusa dalla Fonderia Francesco de Poli di Vittorio Veneto (TV) nel 1962
- III° : La#3, Fusa dalla Fonderia Francesco de Poli di Vittorio Veneto (TV) nel 1962
- IV: DO#4, Fusa dalla Fonderia Francesco de Poli di Vittorio Veneto (TV) nel 1962

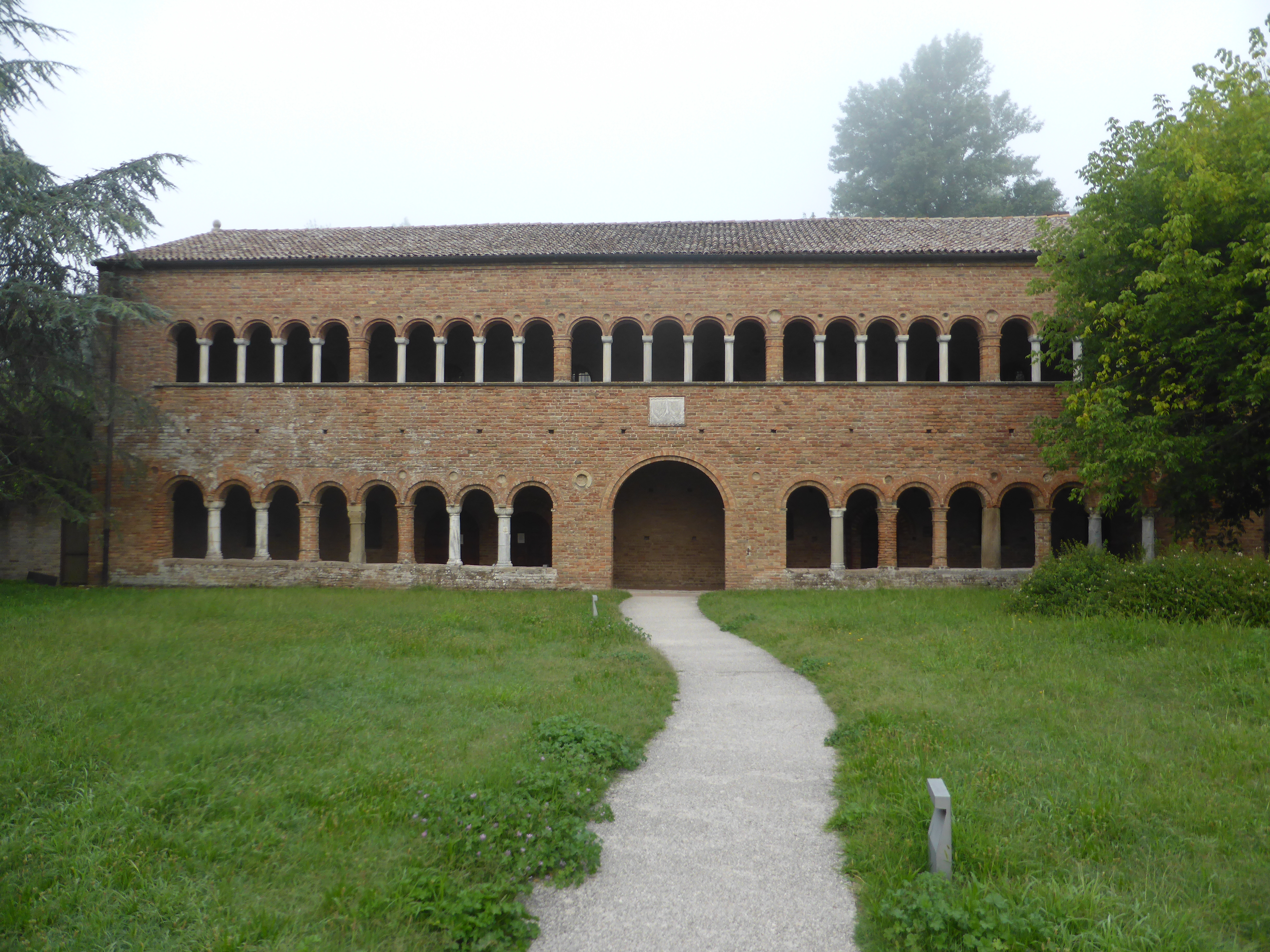
Palazzo della Ragione

### Monastero
Restano la sala capitolare ornata di affreschi degli inizi del XIV secolo di un diretto allievo di Giotto che raffigurano san Benedetto e profeti (parete nord), San Guido e coppie di profeti (parete sud), Crocefissione (parete est); il refettorio che ha sulla parete di fondo il più prezioso ciclo di affreschi dell'abbazia attribuito a un maestro riminese forse il Maestro di Tolentino. Nel refettorio sulla parete est affresco con al centro la Deesis (Cristo tra la Vergine, San Giovanni, San Benedetto, San Guido), a sinistra l'Ultima cena, a destra il miracolo di San Guido (l'abate Guido Strambiati).
Notevole anche il palazzo della Ragione, luogo dove gli abati di Pomposa amministravano la giustizia.

### Museo Pomposiano
Nel museo, situato nell'antico dormitorio dei monaci, sono conservati materiali provenienti dalla chiesa abbaziale e dal complesso monastico. In particolare si trovano materiali marmorei, ceramiche, oggetti liturgici e affreschi staccati.

## Dimensioni
Campanile
- Altezza 48,5 m.
- Spessore muri alla base 1,70 m
- Base lato esterno 7,70 m

Esterno
- Lunghezza compresi atrio e abside 44,0 m
- Larghezza della facciata dell'atrio 18,35 m
- Altezza al culmine del tetto 14,10

Interno
- Lunghezza atrio 6,35 m
- Lunghezza navata, abside inclusa 35,65 m
- Profondità abside 5,0 m
- Larghezza navata 7,75 m
- Larghezza navatelle 4,15 m
- Larghezza totale 17,5 m
- Intercolunnio delle campate originali 3,17 m
- Intercolunnio delle campate aggiunte 3,92 m
- Altezza archi 5,40 m
- Altezza conca absidale rispetto al pavimento 9,90 m

Altri edifici del complesso
- Palazzo della ragione 31,85 m x 12,50 m
- Sala capitolare 10,50 m x 9,85 m
- Refettorio 24,30 m x 10,85 m
- Chiostro 18,40 m x 18,40 m

Per un confronto con le altre principali chiese romaniche della regione si riporta una tabella con le principali misure
|                           | Duomo di Piacenza | Duomo di Fidenza           | Duomo di Parma              | Duomo di Modena                          | Abbazia di Nonantola | Duomo di Ferrara             | Abbazia di Pomposa          | Abbazia di San Mercuriale        |
| ------------------------- | ----------------- | -------------------------- | --------------------------- | ---------------------------------------- | -------------------- | ---------------------------- | --------------------------- | -------------------------------- |
| Lunghezza totale esterna  | 85,0 m            | 50,5 m                     | 81,7 m (escluso il protiro) | 66,9 m                                   | 45,4 m               | 65,0 m (meno il coro 48,5 m) | 44,0 m (con atrio e abside) | originaria 32,5 m attuale 46,2 m |
| Lunghezza totale interna  | -                 | 47,0 m                     | 78,5 m                      | 63,1 m                                   | 52,0 m               | -                            | 42,0 m                      | -                                |
| Larghezza totale facciata | 32,0 m            | 26,6 m (comprese le torri) | 28,0 m                      | 24,7 m                                   | 25,1 m               | 22,8 m                       | 18,35 m                     | 15,40 m (escluso il campanile)   |
| Altezza esterna facciata  | 32,0 m            | -                          | 29,0 m                      | 22,3 m (coi pinnacoli 29,6 m)            | -                    | 17,0 m                       | 14,1 m                      | 12,85 m                          |
| Altezza campanile         | 71 m              | -                          | 64 m                        | 86,12 m (compreso rialzo del XIV secolo) | -                    | 45 m                         | 48,5 m                      | 75,58 m                          |